# Дзівнувек
Дзівнувек (пол. Dziwnówek, нім. Wald-Dievenow or Klein Dievenow) — село в Польщі, у гміні Дзівнув Каменського повіту Західнопоморського воєводства.
Населення — 402 особи (2011).
У 1975-1998 роках село належало до Щецинського воєводства.

## Демографія
Демографічна структура станом на 31 березня 2011 року:
|          | Загалом | Допрацездатний вік | Працездатний вік | Постпрацездатний вік |
| -------- | ------- | ------------------ | ---------------- | -------------------- |
| Чоловіки | 200     | 20                 | 166              | 14                   |
| Жінки    | 202     | 22                 | 147              | 33                   |
| Разом    | 402     | 42                 | 313              | 47                   |